# Ana Peters
Ana Peters (Bremen, 1932 - Dénia, 2012) va ser un artista pictòrica contemporània que destaca per la seva visió avantguardista. La seva obra, encara no seguir una cronologia continuada, esdevé una figura en el seu conjunt de la lluita feminista a Espanya durant el franquisme i posteriorment.

## Biografia
Ana Peters neix a Bremen el 1932. D'origen alemany, la seva família es trasllada a causa de la Segona Guerra Mundial per instal·lar-se a València el 1942, a la terna edat de 10 anys. A València seguirà amb la seva educació i iniciarà la formació artística a la Escola de Bellas Artes de Sant Carlos el 1953. L'any 1955 la seva formació quedarà interrompuda per la sobtada mudança a Madrid per part de la família a causa del seu germà que requerira un tractament especial per la leucèmia.
1. ↑  Folch, Maria Jesús. Ana Peters. Mitologías políticas y estereotipos femeninos en los sesenta (en castellà). 2015.  València: IVAM, p. 4.

. Aquell mateix any es matricula a l'Academia de Sant Fernando de Madrid on continuarà els seus estudis fins a 1958. Durant aquesta època de formació artística, l'artista es troba envoltada en un moment social i polític de gran oposició al règim franquista i centrat en la cerca d'un nou llenguatge artístic. Procedent de l'ambient revolucionari opositor i també a conseqüència de la seva relació constant amb la seva terra natal, Ana Peters desenvoluparà una visió avantguardista dedicada al compromís social i creatiu.
A principis de 1964, Ana Peters es casarà amb Tomás Llorens, crític d'art Valencià, a Bremen. De tornada a València passaran per la galeria de lleana Sonnabend a París on s'inspiraran per iniciar junts la seva pròxima mostra anomenada "El romanticismo en la cultura de masas". Aquesta inspiració i dedicació per l'obra pictòrica finalitzarà el 1966 després de la seva última exposició de pintures a Madrid "Imagenes de la mujer en la sociedad de consumo.". Posteriorment a l'exposició la seva carrera artística s'aturarà dràsticament abandonant qualsevol activitat artística per dedicar-se només a la seva família. El 1973 l'artista al costat del seu marit i els seus tres fillsii es mudarà a Portsmouth, Anglaterra.

## Carrera artística
Ana Peters s'inicia com una de les poques dones fundadores del col·lectiu Estampa Popular arreu del territori espanyol, en el cas de l'artista a València. Així i tot ella mantindrà una relació primigènia amb Equipo Cronica, grup del qual forma part el seu marit Tomás Llorens.v Peters participarà activament en el moviment d'Estampa popular Valenciana realitzant una crítica incessant al règim franquista a través de la xilografia i el linòleumvi. Aquests ideals antifranquistes junts als seus grans principis feministes s'emmotllaran a la nova estètica de l'art figuratiu que s'està originant a Espanya a principis dels anys seixanta. Progressivament el seu estil es veu influenciat pels nous referents de l'art pop i amb la introducció dels mitjans de comunicació de masses. En aquesta època els debats feministes, que es troben en ple clímax en la majoria d'estats europeus, no reben la mateixa benvinguda a Espanyavii. Ana Peters reflexiona sobre l'ús d'el que és femení i la sexualitat en el context de la mass media i la societat de consum. Malgrat que Peters esdevé una manifestació difusa i fragmentaria dintre del conjunt feminista espanyol i s'ignorava els aspectes d'identitat sexual i genèrica que parlava la seva obra. La condescendència dels crítics i la dificultat per compaginar la vida artística i la familiar va poder ser la causant del divorci sobtat d'Ana Peters amb l'activitat artística. Un exemple de maltractament dels críticsviii, es pot trobar quan Valeriano Bozal, en el seu llibre El realismo entre el desarrolllo i el subdesarrollo, descriu l'obra d'Ana Peters com intents balbucients de dissecció del llenguatge dels mitjans de comunicació. En contraposició a la seva descripció dels contemporanis Juan Genovés o Equipo Cronica que destaca el seu èxit rotund. Encara així, Peter i les artistes de la seva generació representen un nexe d'unió entre la imatge de la dona moderna i independent de la Segona República Espanyola i els discursos reivindicatius sobre la discriminació de la dona als anys setanta.
Retorna a l'activitat artística pictòrica amb la preocupació posada en desenvolupar un estil net i senzill en el context de la nova abstracció lírica del moviment postmodern del 80x. Deixant totalment endarrere qualsevol referència pop, a través d'aquesta pintura recollirà totes les experiències artístiques viscudes durant quasi vint anys de silenci creador. En aquesta nova etapa l'artista rebutja el pinzell i fa ús d'utensilis variats com un drap xop de pintura per pintar grans superfícies de tela. A través de les seves obres la pintura vol trobar l'espai pel silenci que en aquesta època de bullici, segons ella, no es troba en cap part. Finalment amb aquestes grans obre monocroma. Encara això la mateixa Ana Peters dirà: 
"No val la pena parlar de la meva obra. El que espero és que la gent és posi davant d'ella per veure si pot observar alguna cosa més."xi 

## Exposicions[calcitació]
Individuals 
| Data                   | Ubicació                  | Població    | Títol                                                                       |
| 16 d'Abril 1959        | Sala Mateu                | Valencia    | -                                                                           |
| 8 de Maig de 1964      | Sala Mateu                | Valencia    | Text s.t Tomàs Llorens                                                      |
| 30 de Novembre de 1964 | Sala Mateu                | Valencia    | "El romanticismo en la cultura de masas"                                    |
| 19 d'Abril de 1966     | Galeria Edurne.           | Madrid      | "Imagenes de la mujer en la sociedad de consumo." Text s.t Tomàs Llorens    |
| 18 de Maig de 1993     | Galeria Punto.            | València    | Text s.t Boye Llorens                                                       |
| 5 d'Obctobre de 1993   | Galeria El Coleccionista  | Madrid      | -                                                                           |
| 22 d'Abril de 1994     | Galeria Italia            | Alicante    | Text: "Callada presencia del color" Kosme de Barañano                       |
| 6 d'Abril de 1995      | Galeria Canem             | Castellón   | Text: "La nueva cima de A. Peters" Manuel Vicent                            |
| 2 de Juny de 1995      | Galeria Mona              | Dènia       | -                                                                           |
| 19 de Desembre de 1997 | Universidad de Alicante   | Alicante    | Text: "¿Acaso el mar es azul?" Tono Fornés                                  |
| 4 de Novembre de 1997  | Galeria El conleccionista | Madrid      | -                                                                           |
| 8 de Gener de 1998     | Galeria Punto             | Valencia    | -                                                                           |
| 23 de Gener de 1998    | Ajuntament de Bellreguard | Bellreguard | -                                                                           |
| 15 d'Abril de 1998     | Galeria Canem             | Catellón    | Text s.t Boye Llorens                                                       |
| 5 de Setembre de 2007  | IVAM                      | València    | "Ana Peters" Text Barbara Rose                                              |
| 23 de Juliol de 2015   | IVAM                      | València    | "Ana Peters. Mitologies polítiques i estereotips femenins en els seixanta." |

Col·lectives 
| Data                   | Ubicació                     | Població | Títol                                                                                                   |
| 30 de Novembre de 1958 | Sala Arte Diputación de León | León     | - |
| 4 de Setembre de 1960  | Ajuntament de Segorbe        | Segorbe  | - |
| 10 de Setembre de 1960 | Ateneo Mercantil             | València | "Salón de Otoño"                                                                                        |
| 13 de Març de 1961     | Ateneo Mercantil             | València | "Seis pintoras"                                                                                         |
| 16 de Setembre de 1961 | Libreria Abril               | Madrid   | - |
| Abril de 1965          | Martínez Medina              | València | "Tres pintoras"                                                                                         |
| Maig de 1994           | Galeria Jorge Mara           | Madrid   | "pintura monocroma" Text de Barbara Rose                                                                |
| 7 de Juliol de 1994    | Galeria Elvira González      | Madrid   | - |
| 20 de Maig de 1994     | IVAM                         | València | "Cien años de pintura Valenciana"                                                                       |
| 18 de Juny de 1996     | Galeria El Coleccionista     | Madrid   | "Entorno al Mediterraneo"                                                                               |
| Maig de 1998           | Museo Sant Pio V             | València | "Las mujeres que fueron por delante"                                                                    |
| Juliol de 1998         | Las Atarazana                | València | "Homenaje José Mateu"                                                                                   |
| 23 de Juliol de 2015   | IVAM                         | València | "Colectivos artísticos en Valencia bajo el Franquismo. 1964-1976 Arxivat 2016-08-15 a Wayback Machine." |

Fires 
| Data                     | Ubicació | Població | Títol       |
| 1994 –95 –96 –97         | París    | França   | FIAC        |
| 1996 –97 –98             | Chicago  | USA      | Art Chicago |
| 1992 –94 –95 –96 –97     | Colonia  | Alemania | Art Cologne |
| 1993 –94 –95 –96 –97 –98 | Madrid   | Espanya  | ARCO        |